# Swap party

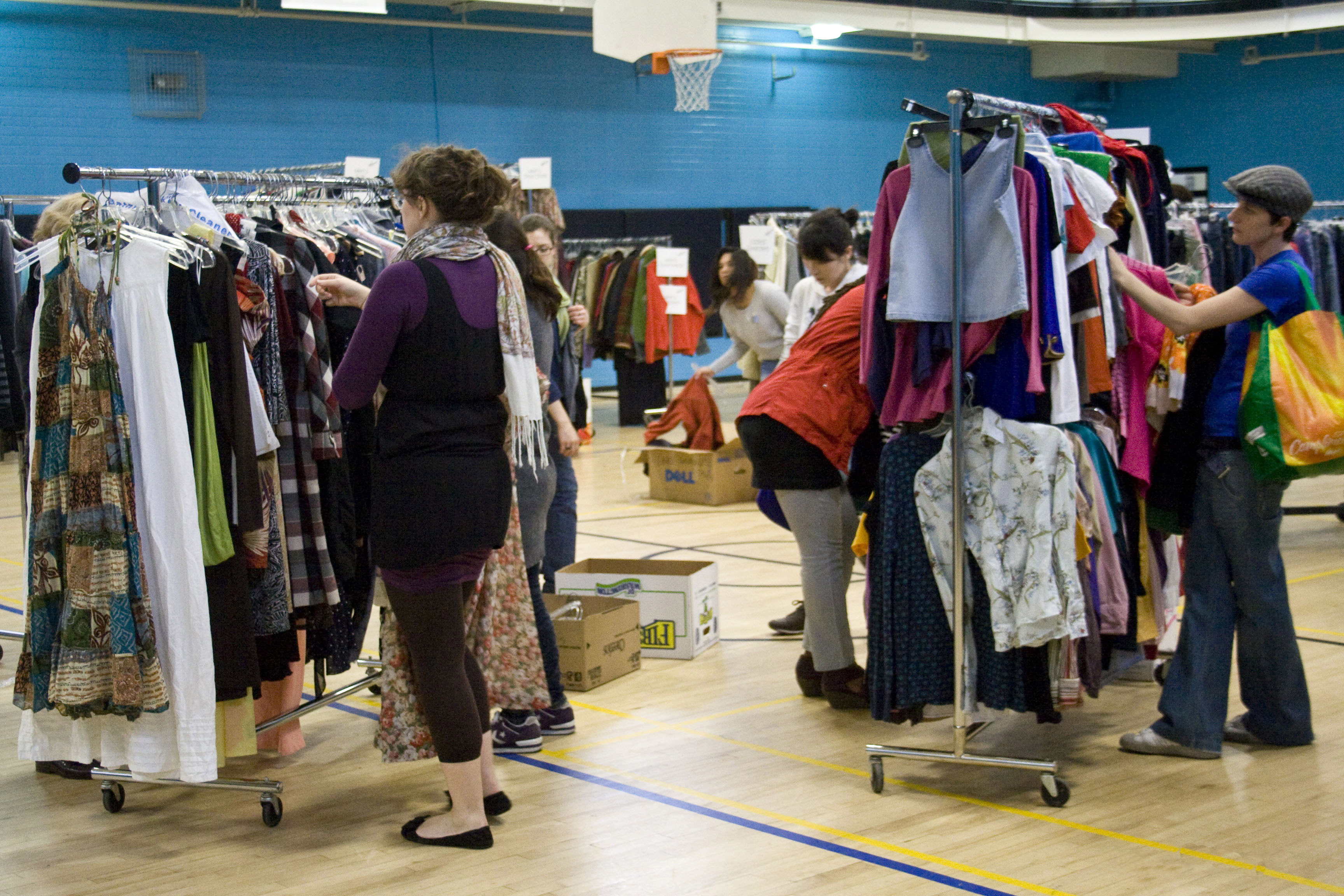
Swap party a Toronto

Lo swap party è un evento in cui le persone si scambiano oggetti, tipicamente capi d'abbigliamento e accessori  di vario tipo, ma anche articoli per la casa, libri e piccoli pezzi di arredamento. Lo swap party può essere un evento informale organizzato tra amici e conoscenti, oppure assumere una forma maggiormente strutturata, coinvolgendo persone che non si conoscono tra loro. Anche il numero di partecipanti può variare, da 4/5 fino a diverse decine di persone.
Tipicamente, in uno swap party non viene utilizzato denaro. Gli scambi possono avvenire secondo varie modalità: baratto, asta oppure utilizzo di moneta appositamente ideata per effettuare gli scambi all'interno dell'evento.

## Etimologia del termine
Il termine swap party deriva dall'unione dei termini inglesi "swap", ossia scambio o baratto, e "party", ovvero evento organizzato.

## Storia
In quanto tale, lo swap party è nato in tempi recenti, ovvero nel primo decennio del XXI secolo come conseguenza indiretta della Grande Recessione del 2008. Inizialmente la pratica si è diffusa a New York, per poi espandersi su tutto il territorio americano, fino a diffondersi a livello globale.
La tendenza a swappare (scambiarsi oggetti) è tuttavia antecedente. Già negli anni settanta esistevano pratiche simili, basate sulla condivisione e sul riutilizzo, che consentivano non solo di abbattere i costi per rinnovare il guardaroba, ma anche di socializzare e magari stringere nuove amicizie. La componente di socializzazione è spesso significativa in questo tipo di eventi.

## Tipologie di swap party
All'interno di uno swap party, può essere presente la figura del banditore, che ha il compito di presentare i pezzi e dirigere l'asta per ognuno di essi.
Esistono due tipologie di swap party che prevedono due modalità di svolgimento differenti: lo swap party "del volere" e lo swap party "del valore".

### Lo swap party "del volere"
Poiché tutti i partecipanti vogliono disfarsi di abiti, oggetti o quant'altro, la distribuzione è semplice: il banditore presenta rapidamente ogni oggetto e, se un solo partecipante lo desidera, se lo aggiudica. Se più di un partecipante lo vuole, l'oggetto è accantonato tra i contesi, che, una volta concluso il giro, saranno valutati dai contendenti. Salvo accordo amichevole tra le parti, sono gli altri partecipanti a valutare chi tra i contendenti si dovrebbe aggiudicare l'elemento in questione.

### Lo swap party "del valore"
Il banditore attribuisce ad ogni pezzo, a suo insindacabile giudizio, un valore simbolico da 1 a 4 che verrà indicato con una etichetta. Ogni partecipante riceve dei gettoni di pari valore da spendere per procurarsi i pezzi che desidera. Questa modalità si presta a eventi con molti partecipanti, che portano un numero limitato di articoli, ma di valore unitario maggiore, griffati o di design.

## Elementi dello swap party
Innanzitutto è bene distinguere tra le figure dei partecipanti e la figura del banditore. Quest'ultimo ha il compito di presentare i pezzi e dirigere l'asta per ognuno di essi.
Inoltre occorre:
1. Scegliere il giorno: alcuni periodi dell’anno sono più propizi agli swap.
2. Scegliere il luogo: si può organizzare in una qualsiasi location, privata o pubblica, senza limiti di partecipanti.
3. Invitare i partecipanti: in questo caso, è possibile muoversi a livello informale, invitanto amici, parenti, vicini o colleghi tramite passaparola, oppure estendere maggiormente gli inviti, per esempio organizzando un evento su Facebook oppure inviando un'e-mail ai partecipanti a precedenti swap party.
4. Fissare delle regole: gli aderenti all'iniziativa portano capi da poter scambiare e quindi riciclare, confidando nel rispetto e nella ragionevolezza dei partecipanti, qualora, ad esempio, uno stesso pezzo fosse interessato a più di una persona.[4]

## Sostenibilità
Ogni nuovo capo di abbigliamento può essere il prodotto di innumerevoli sostanze chimiche, coloranti, e simili, che possono essere dannose per la terra, l'aria, le acque sotterranee.
L'acquisto di prodotti fair-trade ed eco-friendly, attenti ad una produzione etica e sostenibile, necessita spesso di un elevato sforzo economico. Per questo motivo, l'acquisto in negozi dell'usato e la tendenza a scambiare i vestiti indesiderati sono diventati rilevanti per i consumatori che desiderano essere sostenibili e, al tempo stesso, risparmiare.